# Мински, Хайман
Хайман Филип Мински (англ. Hyman Philip Minsky; 23 сентября 1919, Чикаго — 24 октября 1996, Ринебек, шт. Нью-Йорк) — американский экономист, представитель монетарного посткейнсианства, автор гипотезы финансовой нестабильности.

## Биография
Сын белорусских евреев, состоявших в меньшевистской партии. Бакалавр математики (1941) Чикагского университета; магистр (1947) и доктор философии (1954) Гарвардского университета. Служил в армии США (1943—1946), принимал участие в боевых действиях в Европе в ходе Второй мировой войны. С 1965 по 1990 год преподавал в Университете Вашингтона в Сент-Луисе. Лауреат премии Веблена — Коммонса (1996).

## Научные идеи
Хайман Мински выступил с критикой как неокейнсианства, так и монетаризма, обвинив их в том, что они рассматривают современную экономику как «деревенскую ярмарку». В то же время, по мнению Мински, современная экономика имеет сложный денежный характер, в котором кредитная система является мощным внутренним дестабилизирующим фактором.

## «Момент Мински»
«Моментом Мински» называют внезапное резкое падение стоимости активов в результате совместного эффекта делового и кредитного циклов.
При разработке теории экономических циклов Мински выделил три класса заемщиков: хеджированные, спекулятивные, и участники финансовых пирамид. Первые могут легко удовлетворить все требования по долговым выплатам, используя свои денежные потоки. Вторые в состоянии выплачивать текущие проценты, но вынуждены рефинансировать свои кредиты, чтобы выплачивать основную сумму долга. Третьи не могут рассчитывать на денежные потоки, а только на постоянный рост стоимости актива. В случае прекращения роста они оказываются неплатежеспособными, наступает «момент Мински».

### Книги
- «Джон Мейнард Кейнс» (John Maynard Keynes, 1975);
- Стабилизируя нестабильную экономику. — М.; СПб: Изд-во Института Гайдара, Факультет свободных искусств и наук СПбГУ, 2017. — 624 с. (Stabilizing an Unstable Economy, 1986).
  - Стабилизируя нестабильную экономику. Главы 1—2 // Экономическая политика. 2016. Т. 11. № 2. С. 52—91.

### Статьи
- «Экономическая теория Кейнса»: общий взгляд на деньги // Современная экономическая мысль. — М.: Прогресс, 1981. — С. 430—450.